# تکیلا (ترانه چمپس)
«تکیلا» (به انگلیسی: Tequila) یک قطعهٔ راک اند رول بی‌کلام است که دنی فلورس آن را نوشته‌است. این ترانه اولین بار در سال ۱۹۵۷ توسط گروه آمریکایی چَمپْس ضبط شده‌است و شناخته‌شده‌ترین اثر آن‌ها به‌شمار می‌آید. در این قطعه که به خاطر سولوی ساکسوفونش شهرت دارد فقط یک کلمه وجود دارد که آن‌هم «تکیلا» است.
«تکیلا» در زمان انتشارش در آمریکا ۱۹ هفته جزو پرفروش‌ترین ترانه‌های روز بود و به‌مدت ۵ هفته شمارهٔ ۱ جدول آهنگ‌های داغ آراندبی/هیپ-هاپ شد. گروه چَمپْس در نخستین مراسم جوایز گرمی در سال ۱۹۵۹ جایزهٔ گرمی «بهترین اجرای ریتم اند بلوز» را برای این قطعه دریافت کردند.